# Allium nikolaii
Allium nikolaii — вид квіткових рослин з підродини цибулевих (Allioideae). Ендемік Узбекистану.

## Резюме
Цибулина овальна, єдина, 0.8–1.2 см у діаметрі, 1–1.5 см завдовжки, зовні сіро-коричнювата. Стеблина 30–40 см заввишки. Листків переважно 2–4, напівциліндричні, гладкі, 2 мм ушир, 15–20 см завдовжки. Суцвіття від напівкулястих до кулястих, 3–4 см у діаметрі, в середньому багатоквіткові. Квітки зіркоподібні й чашоподібні. Листочки оцвітини ланцетні, зі злегка зігнутими кінчиками, гострі, зовнішні дещо вужчі, 5–6 мм завдовжки, рожевувато-кремові з темно-зеленою серединною жилкою. Нитки глибоко-фіолетові. Пиляки фіолетові.

## Поширення
Цей вид знайдений за 25 км від міста Байсун, гіпсові вкриті чагарниками схили.

## Етимологія
Вид названо на честь доктора Миколи Фрізена, відомого ботаніка-аліолога з Німеччини.